# Само ти, сърце
„Само ти, сърце...“ е български игрален филм (драма) от 1986 година, по сценарий и режисура на Ирина Акташева и Христо Писков (по повестта „Лука Блажени“ на Руденко Йорданов). Оператори са Емил Христов и Рали Ралчев. Музиката във филма е композирана от Божидар Петков.

## Сюжет
Знатният строител Лука, готов на всеки да се притече на помощ, получава инфаркт. За спасяването му се грижат много хора. Лука започва да се замисля над собствения си живот и над живота на другите. Парадоксално е, че вместо Лука, който преживява и втори инфаркт, от живота си отива неговият близък приятел Арсо. Парадоксално е, че умира духовно неговият стар приятел от строежите Йоско. Лука стига до мъдрост и философски прозрения, които го извисяват над останалите и в същото време го сродяват с тях…

## Актьорски състав
- Алексей Петренко – Лука Ванчев
- Георги Калоянчев – Главният лекар, Васил
- Никола Анастасов – Д-р Джалдети
- Иван Григоров – Д-р Марков
- Тодор Колев – Директорът Милчев
- Любен Чаталов – Арсо Арсов
- Петър Слабаков – Йоско
- Ицхак Финци – Архимандрит Хесарий, Сашо
- Лиляна Ковачева – Съпругата на Лука, Душка
- Пламена Гетова – Петрова
- Анета Сотирова – Сестра Елисавета Крайчева
- Катерина Евро – илюзионистката Димана Ванчева „Дейзи“, дъщерята на Лука
- Ирен Кривошиева – гардеробиерката Ани – „Анчето“
- Янина Кашева – Фанчето
- Надя Тодорова – Санитарката Рона
- Валерия Тодорова – Медицинската сестра
- Пламен Сираков – Журналистът
- Георги Мамалев – Шофьорът с кокошките
- Павел Поппандов – Шофьорът симулант
- Момчил Карамитев – Вежен
- Велко Кънев – Гласът на Лука